# Procladius shibrui
Procladius shibrui är en tvåvingeart som beskrevs av Harrison 1991. Procladius shibrui ingår i släktet Procladius och familjen fjädermyggor.
Artens utbredningsområde är Etiopien. Inga underarter finns listade i Catalogue of Life.